# ضغط داخل القحف
الضغط داخل القحف أو الضغط داخل الجمجمة هو نتيجة ازدياد محتويات انسجة الدماغ، كمية الدم، السائل النخاعي، مع الجمجمة في أي وقت الضغط الطبيعي للدماغ هو من 10-20 mmHg.
كانت تدعى هذه الحالة سابقًا بارتفاع الضغط داخل القحف السليم وهي تحدث عادة عند النساء الشابّات السمينات. يتطور ارتفاع الضغط داخل القحف دون وجود آفّة شاغلة للحيز أو توسع بطيني أو ضعف للوعي.
الاستقصاءات:
يكون الـ CT (التصوير الطبقي المحوري) طبيعيّا مع حجم بطينات سوي أو صغير. وحالما يتم تأكيد ذلك يمكن إجراء البزل القطني بشكل آمن والذي يسمح بإثبات ارتفاع ضغط السائل الدماغي الشوكي ويشكل جزء من المعالجة.
يسمح تصوير الأوعية بالرنين المغناطيسي تصوير بالرنين المغناطيسي أو تصوير الأوردة الدماغية بنفي وجود انسداد وريدي دماغي. قد يكون لابد من تمييز وذمة الحليمة الحقيقية عن الأسباب الأخرى لتورم القرص بواسطة تصوير الأوعية بالفلوريسئين Fluorescein angiography.
التدبير:
يجب سحب أي دواء مثير للحالة مع تشجيع المريض على الحمية المنقصة للوزن إذا كان ذلك مستطبا. قد يساعد الأسيتازولاميد Acetazolamide (وهو مثبط للكاربونيك أنهيدراز) على إنقاص الضغط داخل القحف.
يمكن التفكير بإجراء بزل قطني متكرر لكن هذا الأمر غالبًا لا يكون مقبولًا من المريض. قد يحتاج المرضى في حال فشل الاستجابة للمعالجة وتهديد الرؤية بسبب وذمة الحليمة المزمنة لإجراء تثقيب لغمد العصب البصري أو تحويلة قطنية- صفاقية.

## الفيزيولوجيا المرضية
- لا يوجد في الجمجمة سوى ثلاث أشياء: أنسجة الدماغ، الدم، السائل النخاعي -CSF- لو وجد أي شيء غير طبيعي مثال (ازدياد السوائل داخل الجمجمة،

الصدمة، ورم دماغي) تحدث في البالغين وتقفل التجويف ويكون لا يوجد مساحة لذلك وينتج لدنيا قلة بالجهاز العصبي ويزيد الضغط داخل الجمجمة ويعوض الجسم النقص أو يفشل في ذلك من خلال:
أ- عملية التعويض أو مايسمى compensatory: للحفاظ على الضغط في حدود الضغط الطبيعي من:
- تقليل إنتاج سائل النخاعي
- ازدياد امتصاص السائل النخاعي
- تحويل الدم إلى انسجه ثاني طبقات الدماغ أو مايعرف (spinal suparachnoid space)

ب- فشل طريقه التعويض أو مايسمى (decompensatory) وينتج من:
- قلة الدم الصاعد إلى أنسجة الدماغ وخلاياه
- ارتفاع ثاني اوكسيد الكربون co2 قلة نسبة الأوكسجين بالدم
- توسع الأوعية الدموية والسوائل الدماغية
- ومزيد من ارتفاع الدماغ داخل الجمجمة

## الأسباب
- الإصابة الشديدة بالرأس
- نزيف داخل طبقات المخ[3]
- إزدياد حجم الدماغ
- ورم دماغي
- التهاب طبقات المخ

إن سبب هذه الحالة غير مؤكد لكن قد يوجد عيب منتشر في عودة امتصاص السائل الدماغي الشوكي من الزغابات العنكبوتية. يمكن أن تثار الحالة بالأدوية بما فيها التتراسكلين وحبوب منع الحمل الفموية وسحب المعالجة الستيروئيدية.

## الأعراض
- تغير مستوى الوعي
- الصداع خصوصًا في ساعات الصباح الأولى
- أعراض مركزية للجهاز العصبي كتغير في الرؤية والشلل في العضلات وقلة الإحساس بالألم
- تغير بؤبؤ العين
- ارتفاع ضغط الدم الانقباضي مع ثبات الضغط الانبساطي
- ارتفاع شديد في درجة الحرارة وهذه من العلامات المتأخرة لهذا المرض

مظاهره السريرية: يوجد بشكل مميز صداع مع شفع عابر وعدم وضوح الرؤية في بعض الأحيان وأعراض أخرى قليلة. لا توجد عادة علامات أخرى عدا وذمة الحليمة التي يمكن أن تكتشف مصادفة أثناء زيارة روتينية لطبيب العيون لكن شلل العصب السادس قد يكون موجودًا.

## التشخيص
من أجل استيضاح السبب وراء أوجاع الرأس، يطلب أحيانًا إجراء فحص للعينين. بعد فحص حدة الرؤية وعمل عصب الرؤية (رؤية ألوان، مجال الرؤية)، يوسع بؤبؤ العين بمساعدة قطرات. توسيع البؤبؤ يمكن من فحص القسم الخلفي للعين، حيث يتواجد هناك الطرف الأمامي لعصب الرؤية. إذا رأينا عصب رؤيا مستسقى ومنتفخ يقوى الشك بوجود ضغط مرتفع في الجمجمة. المرحلة الثانية يطلب إجراء فحص (CT تصوير مقطعي محوسب أو MRI الرنين المغناطيسي) من أجل التأكد من عدم وجود ورم بالدماغ، ومن أجل إلغاء وجود أمراض أخرى التي يمكنها أن ترفع الضغط بالرأس، مثل هلام دموي في جهاز التصفية أو عاهات خلقية.
إذا كانت نتائج الفحوصات سليمة ولم يكن يظهر هناك ورم، يجب قياس الضغط داخل الجمجمة، بواسطة إجراء نقر. خلال النقر يتم قياس الضغط وأيضًا إخراج القليل من السائل وإرساله لفحص من أجل التأكد من عدم وجود خلايا غير سليمة، خلايا التهاب أو زلاليات.

## العلاج
يمكن خفض الضغط بالعلاج بالأدوية بحبوب دياموكس (أوراموكس). يقلل هذا الدواء من إنتاج السائل النخاعي.
في حالات الوزن الزائد، إنقاص الوزن من الممكن أن يؤدي لانخفاض جدي في الضغط ويمكن التوقف عن تناول الأدوية في بعض الحالات، في حالات استمرار أوجاع الرأس القوية أو هبوط مستمر في الرؤية بالرغم من العلاج بدياموكس وخفض الوزن، يمكن تجربة استعمال الستيروئيدات. (صحيح أننا قلنا أن الستريوئيدات ترفع من الضغط لكنها بمقادير عالية تقلل من (الاستسقاء).
ماذا لو فشل العلاج بالأدوية؟
في بعض الأحيان يتم إدخال مصف لإخراج ثابت للسوائل من داخل الدماغ إلى الفراغ البطني. تحويلة دماغية (Lumbo-Pertoneal shunt)، في حالة عدم وجود أوجاع رأس وفقط الرؤية هي المتضررة يمكن إجراء تصفية موضعية للسائل حول عصب الرؤية. في هذه العملية الجراحية يتم فتح ثقب صغير بغشايا العصب ويتصفى السائل من حوله إلى فراغ محجر العين.